# Dermaleipa quadrilineata
Dermaleipa quadrilineata là một loài bướm đêm trong họ Erebidae.